# Alfredo da Cunha
Alfredo Carneiro da Cunha (Fundão, Fundão, 21 de Dezembro de 1863 — Lisboa, São Mamede, 25 de Novembro de 1942), mais conhecido por Alfredo da Cunha, foi um advogado, jornalista, escritor e empresário da comunicação social, que se destacou como um dos primeiros historiadores do jornalismo em Portugal. Foi genro de Eduardo Coelho, co-fundador do Diário de Notícias de Lisboa, a quem sucedeu como administrador e director. Ficou conhecido pela polémica pública gerada pelo internamento psiquiátrico e interdição judicial da esposa, Maria Adelaide Coelho da Cunha, que aos 48 anos de idade o abandonara para prosseguir um relacionamento amoroso com um homem mais novo. 

## Biografia
Nasceu no Fundão, filho de José Germano da Cunha, poeta e historiador, e de Maria Augusta de Paiva Carneiro da Cunha. Fez os estudos secundários no Colégio Jesuíta de S. Fiel e formou-se em Direito pela Universidade de Coimbra, tendo concluído o curso com distinção em 1885.
Iniciou em Lisboa uma carreira de advogado, mas dedicou a maior parte do seu tempo ao jornalismo, actividade à qual aliou a gestão de empresas, sendo inicialmente administrador da empresa do Diário de Notícias, actividade que alargou a outras empresas do ramo da imprensa e da tipografia, conseguindo reunir uma considerável fortuna.
Casou a 19 de abril de 1890, na Igreja de Santa Isabel, em Lisboa, com Maria Adelaide Coelho, filha primogénita de Eduardo Coelho, co-fundador do Diário de Notícias e seu primeiro director. Este casamento com a herdeira principal da empresa consolidou a sua posição liderante no grupo.
Pelo falecimento do sogro (1889) e do sócio capitalista da empresa e seu co-fundador, Tomás Quintino Antunes, 1.º conde de São Marçal (1898), Alfredo da Cunha assumiu a direcção do Diário de Notícias, transformando-se também no principal proprietário do periódico e sócio maioritário da Tipografia Universal de Lisboa. Também se conhece colaboração jornalística da sua autoria nas revistas A Leitura (1894-1896), Branco e Negro  (1896-1898), Brasil-Portugal (1899-1914),  Serões   (1901-1911), Boletim cultural e estatístico (1937) e no Boletim do Sindicato Nacional dos Jornalistas  (1941-1945). 

Numa manifestação de poder e de afluência, em 1906 adquiriu o Palácio de São Vicente, na Graça (Lisboa), um imóvel mandado construir em 1606 por D. Diogo Soares, o Secretário do Conselho de Portugal em Madrid durante a União Ibérica. Depois de grandes obras de remodelação, dirigidas pelo arquitecto Nicola Bigaglia, e de nele ter instalado uma notável colecção de azulejos de várias épocas, passou a ali viver com a família, passando a ser visitado pela mais distinta sociedade da época, com festas e serões de música, teatro e poesia.
Para além da vida empresarial e jornalística, dedicou-se à escrita poética e à investigação da história do jornalismo e da imprensa periódica em Portugal, campo em que foi pioneiro e sobre o qual publicou várias obras. Publicou também: O Diário de Notícias: A sua Fundação e os seus Fundadores (Lisboa, 1914).

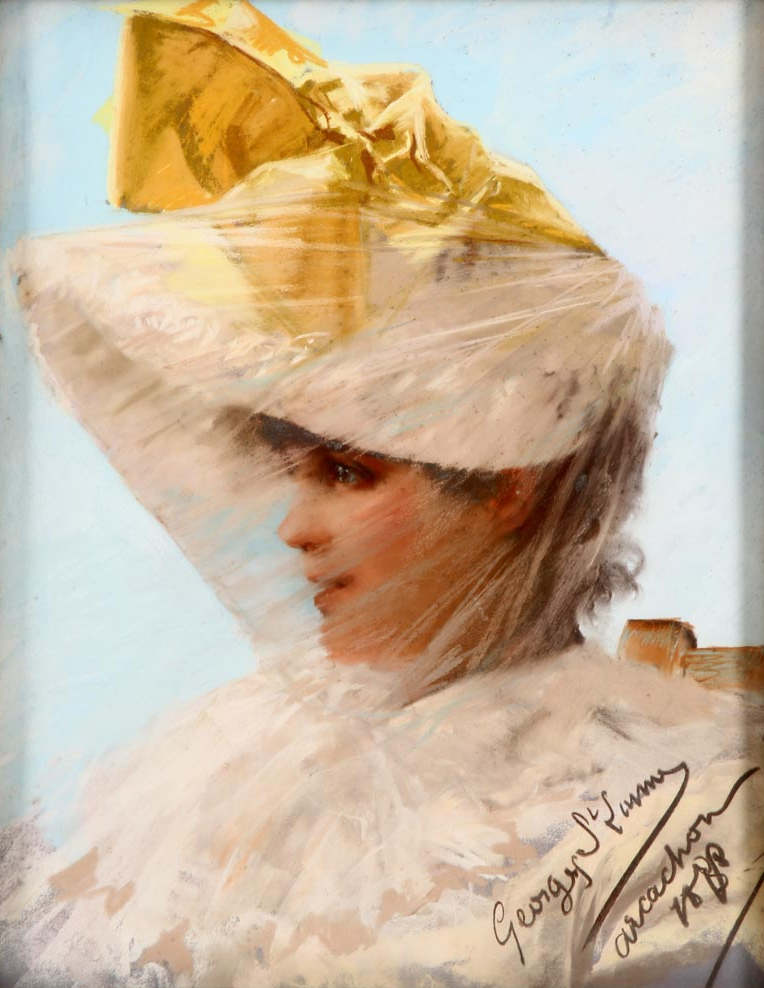
Maria Adelaide Coelho da Cunha, em retrato de 1890.

Em 13 de Novembro de 1918 desencadeou-se um grande escândalo quando a esposa, e herdeira da maioria das empresas que ele administrava, resolveu, sem aviso prévio, abandonar a casa. Foi então revelado que Maria Adelaide, com 48 anos de idade, se apaixonara pelo motorista da família, 20 anos mais novo, e partira com ele para um esconderijo. O casal foi pouco depois encontrado, sendo ele preso na cadeia do Porto, onde permaneceria quatro anos sem culpa formada, e ela internada no Hospital Conde de Ferreira, considerada louca pelas maiores sumidades da psiquiatria portuguesa da época e interditada judicialmente de gerir os seus bens. Apesar de se ter defendido, mantendo uma polémica na imprensa e publicando um livro sobre o assunto, a que o marido respondeu com outro, a interdição judicial não foi levantada e o marido e o único filho do casal, José Eduardo Coelho da Cunha, então com 26 anos de idade, mantiveram-se na posse de toda a sua fortuna. Finalmente libertada, viveu na cidade do Porto, onde o novo companheiro foi taxista. O drama, que apaixonou a alta sociedade lisboeta do tempo, inspirou diversas obras, entre as quais Doidos e Amantes de Agustina Bessa Luís e o filme Solo de Violino (1992), realizado por Monique Rutler. O escândalo fez com que Alfredo da Cunha abandonasse em 1919 a direcção do Diário de Notícias e vendesse a respectiva empresa.
Foi sócio fundador de Associação de Jornalistas e Homens de Letras de Lisboa. Publicou diversos estudos sobre o jornalismo em Portugal e uma biografia do seu sogro e fundador do Diário de Notícias, obra que foi oferecida às bibliotecas de todas as escolas oficiais e particulares portuguesas. 
Morreu a 25 de novembro de 1942, numa casa da Rua Rodrigo da Fonseca, 149, R/C Esq., sendo residente no Largo de São Mamede, 5, na freguesia de São Mamede, em Lisboa. Morreu casado com Maria Adelaide, de quem nunca se divorciou.

## Obras publicadas
- Elementos para a História da Imprensa Periódica Portuguesa (1641-1821). Separata das Memórias da Academia das Ciências de Lisboa, classe Letras, 4, 1941.
- Periódicos e Relações, Periodistas e Noticiários. Lisboa, 1942.
- Olisipo, Berço do Periodismo Português. O Tricentenárida “Gazeta” Cognominada “da Restauração”. Lisboa, 1939.
- O Diário de Notícias. A Sua Fundação e os Seus Fundadores. Lisboa, 1914.
- Jornalismo Nacional: Das Malogradas Associações de Imprensa à Alvitrada Ordem dos Jornalistas Portugueses (Conferência 1929-1942). Lisboa, 1941.
- "O Tricentenário da Publicação do Primeiro Periódico Português. As Relações de Manuel Severim de Faria e as Gazetas da Restauração. Comunicação Que o Sócio Correspondente sr. Alfredo da Cunha fez na Sessão da 2ª Classe em 10 de Abril de 1930". Separata do Boletim da Academia das Ciências de Lisboa, nova série, vols. I e II: 358-371. Lisboa, 1929/1930.
- Camilo Castelo Branco, Jornalista. Lisboa, 1925.
- O Portuense Sousa Viterbo. Elogio Lido na Sessão Solene no Ateneu Comercial do Porto em 29 de Dezembro de 1913. Lisboa, 1913.
- "La Presse Périodique en Portugal. Bref Mémoire Présenté au Cinquième Congrès International de la Presse, à Lisbonne". Comunicação ao V Congresso Internacional da Imprensa, Lisboa, 1898.
- Eduardo Coelho. A Sua Vida e a Sua Obra. Alguns Factos Para a História do Jornalismo. Lisboa, 1891.